# Lathyrus incurvus
Lathyrus incurvus là một loài thực vật có hoa trong họ Đậu. Loài này được (Roth) Willd. miêu tả khoa học đầu tiên.